# Учасники освітнього процесу
Загальне визначення учасників навчально-виховного процесу надано в Законі України «Про освіту»:
Учасниками навчально-виховного процесу є: науково-педагогічні працівники, спеціалісти;
- батьки або особи, які їх замінюють, батьки — вихователі дитячих будинків сімейного типу;
- представники підприємств, установ, кооперативних, громадських організацій, які беруть участь у навчально-виховній роботі.[1]

## Учасники навчально-виховного процесу у сферідошкільної освіти
Учасниками навчально-виховного процесу у сфері дошкільної освіти є:
- діти дошкільного віку, вихованці, учні;
- директори (завідуючі), заступники директора (завідувача) з навчально-виховної (виховної) роботи, вихователі-методисти, вихователі, старші вихователі, вчителі (усіх спеціальностей), вчителі-дефектологи, вчителі-логопеди, практичні психологи, соціальні педагоги, інструктори з праці, інструктори з фізкультури, інструктори слухового кабінету, музичні керівники, керівники гуртків, студій, секцій, інших форм гурткової роботи та інші спеціалісти;
- помічники вихователів та няні у будинках дитини, яслах та яслах-садках;
- медичні працівники;
- батьки або особи, які їх замінюють;
- батьки-вихователі дитячих будинків сімейного типу;
- фізичні особи, які надають освітні послуги у сфері дошкільної освіти за наявності ліцензії.[2]

## Учасники навчально-виховного процесу взагальноосвітніх навчальних закладах
Учасниками навчально-виховного процесу в загальноосвітніх навчальних закладах є:
- учні (вихованці);
- керівники;
- педагогічні працівники, психологи, бібліотекарі;
- інші спеціалісти;
- батьки або особи, які їх замінюють.[3]

## Учасники навчально-виховного процесу впозашкільному навчальному закладі
Учасниками навчально-виховного процесу в позашкільному навчальному закладі є:
- вихованці, учні, слухачі;
- директор, заступники директора позашкільного навчального закладу;
- педагогічні працівники, психологи, соціальні педагоги, бібліотекарі, спеціалісти, які залучені до навчально-виховного процесу;
- батьки або особи, які їх замінюють;
- представники підприємств, установ, організацій, які беруть участь у здійсненні навчально-виховного процесу.[4]

## Учасники освітнього процесу увищих навчальних закладах
Учасниками освітнього процесу у вищих навчальних закладах є:
- наукові, науково-педагогічні та педагогічні працівники;
- здобувачі вищої освіти та інші особи, які навчаються у вищих навчальних закладах;
- фахівці-практики, які залучаються до освітнього процесу на освітньо-професійних програмах;
- інші працівники вищих навчальних закладів.[5]

## Учасники освітнього процесу увищих військових навчальних закладах
До учасників освітнього процесу належить особовий склад вищих військових навчальних закладів (ВВНЗ), який поділяється на постійний і змінний, а також цивільні особи (студенти), які навчаються за цивільними спеціальностями за контрактом. До постійного складу ВВНЗ належить особовий склад командування (керівного складу), підрозділів управління, основних підрозділів (крім тих, хто навчається), підрозділів забезпечення, а також науково-педагогічні (педагогічні) та наукові працівники (з числа військовослужбовців, які проходять військову службу за контрактом, та працівників Збройних Сил України). До змінного складу ВВНЗ належать особи, які навчаються у ВВНЗ. За своїм службовим статусом вони поділяються на: докторантів, ад'юнктів, слухачів, курсантів, студентів.

## В державній автоматизованій системі даних щодо надавачів та отримувачів освітніх послуг
До Єдиної державної електронної бази з питань освіти вносяться дані щодо дітей шкільного віку, вступників, студентів (курсантів, слухачів), аспірантів, докторантів, випускників навчальних закладів, їх рівнів та ступенів освіти, дані щодо навчальних закладів незалежно від форми власності та підпорядкування, місцевих органів виконавчої влади у сфері освіти, їх керівників, наукових, науково-педагогічних працівників навчальних закладів.